# Abraham Kiprotich Tandoi
 Abraham Kiprotich Tandoi (Eldoret, 12 december 1974) is een Keniaanse atleet, die is gespecialiseerd in de marathon.

## Persoonlijke records
| Onderdeel      | Prestatie | Datum         | Plaats    |
| -------------- | --------- | ------------- | --------- |
| 3000 m         | 7.50,80   | 9 juni 2003   | Rehlingen |
| halve marathon | 1:02.43   | 27 maart 2011 | Milaan    |
| marathon       | 2:11.00   | 17 april 2011 | Zürich    |

## Palmares

### halve marathon
- 2010:  Greifenseelauf – 1:05.03

### marathon
- 2005: 9e marathon van Frankfurt - 2:13.04
- 2011:  marathon van Zürich - 2:11.00